# Distrito de Kamenz
El Distrito de Kamenz (en alemán: Landkreis Kamenz, sorbio: Wokrjes Kamjenc) fue un Landkreis (distrito) en el estado de Sajonia, Alemania. Los distritos vecinos al norte eran el Oberspreewald-Lausitz (Wokrejs Gorne Błota-Łužyca/Wokrjes Hornje Błota-Łužica) y el Spree-Neiße (Wokrejs Sprjewja-Nysa), al oriente limita con el distrito de Alta Lusacia-Baja Silesia (Delnjosleško-hornjołužiski wokrjes), al sudoeste con el distrito de Bautzen (Wokrjes Budyšin), al sur con el distrito de Suiza Sajona, así como con la ciudad independiente (kreisfreie Stadt) de Dresde y al occidente con Meißen y Riesa-Großenhain. El distrito era miembro de la eurorregion Neiße. La capital era la ciudad de Kamenz.
El distrito se formó en 1994, integrando el antiguo distrito de Kamenz con partes del distrito de Dresden-Land y con el antiguo distrito de Hoyerswerda, excepto la propia ciudad de Hoyerswerda, que quedó como ciudad autónoma. En agosto de 2008, el distrito de Kamenz y la ciudad de Hoyerswerda se integraron en el distrito de Bautzen, en el marco de la reforma de los distritos de Sajonia, efectuada por ley del land de 29 de enero de 2008.

## Composición de distrito
(Habitantes a 30 de septiembre de 2005)
| Ciudades 1. Bernsdorf (6.584) 2. Elstra (3.148) 3. Großröhrsdorf (7.302) 4. Kamenz (18.177) 5. Lauta (9.988) 6. Königsbrück (4.690) 7. Pulsnitz (6.580) 8. Radeberg (18.776) 9. Wittichenau (6.261) | Municipios 1. Arnsdorf (4.910) 2. Bretnig-Hauswalde (3.221) 3. Crostwitz (1.172) 4. Elsterheide [Sitz: Bergen] (3.981) 5. Großnaundorf (1.086) 6. Haselbachtal [Sitz: Reichenbach] (4.648) 7. Laußnitz (2.095) 8. Lichtenberg (1.720) 9. Lohsa (6.112) 10. Nebelschütz (1.255) 11. Neukirch (1.776) 12. Oberlichtenau (1.511) 13. Ohorn (2.550) 14. Oßling (2.609) 15. Ottendorf-Okrilla (10.164) 16. Panschwitz-Kuckau (2.207) 17. Räckelwitz (1.253) 18. Ralbitz-Rosenthal [Sitz: Rosenthal] (1.822) 19. Schönteichen [Sitz: Biehla] (2.393) 20. Schwepnitz (2.814) 21. Spreetal [Sitz: Burgneudorf] (2.233) 22. Steina (1.824) 23. Wachau (4.518) 24. Wiednitz (1.175) |